# Juan de los Toyos González
Juan de los Toyos González (Barakaldo, 1890- Mèxic, 1965) fou un sindicalista i polític socialista basc. Va ser secretari permanent del Sindicat Metalúrgic de Biscaia de la UGT el 1917 i el 1930, de Guipúscoa. Durant la Segona República Espanyola fou regidor d'Eibar pel PSOE i gerent de la cooperativa de producció socialista més important d'Espanya, que produïa la màquina de cosir ALFA.
Durant la guerra civil espanyola fou nomenat Conseller de Treball, Previsió i Comunicacions del Govern d'Euzkadi i va gestionar els salaris i subsidis dels obrers, va reorganitzar els jurats mixts i es va ocupar dels assumptes relatius a assegurances socials, de l'organització de les pensions de guerra, l'estudi de la creació de la Caixa d'Accidents de Treball del País Basc, la requisa de vehicles per motius bèl·lics i la reorganització del sistema de comunicacions del país, establint un complex sistema de correus per a l'enviament i recepció de cartes des de sòl republicà al nacional i a l'inrevés, a través del Servei Nacho-Enea a Donibane Lohitzune.
En acabar la guerra marxà a Mèxic, on fou membre del Comitè Central Socialista d'Euzkadi a l'exili i administrador del col·legi Madrid de Mèxic.